# Црква брвнара у Јелићкој
Црква брвнара у Јелићкој посвећена празнику Преноса моштију Светог Оца Николаја је црква брвнара подигнута на ободу простране равнице зване Тимар, у мјесту Јелићка, званом Липик које се налази између Бањалуке и Приједора. Удаљена је око тридесетак километара од Бањалуке.

## Локација
Село Јелићка се налази у области званој Тимар. Тимар је пространа равница која се налази у доњем току ријеке Гомионице на простору између градова Приједора и Бронзаног Мајдана и коју уоквирују планина Козара и Бањалучка Врховина. У овој области налази се неколико села и заселака: Јелићка, Славићка, Радосавска, Нишевићи, Стратинска, Градина, Марићка, Буснови, Бистрица, Омарска и Ракелићи. Ускоро сваком од ових насеља налази се по једна црква брвнара.

## Историјат

### Стара црква
У Црквеном музеју у Сарајеву, на псалтиру старе српске штампе, сачуван је помен о попу Нинку из Тимара из 1699. године. 1742. године помињу се тимарски попови Лазо и Дамјан, а у једном требнику из манастира Гомионице, руског издања из времена царице Катарине Друге, на првим доњим окрајцима доњих листова исписано је: 
„Ово је књига - Требник - влсништво моје, попа Илије Даменовића. Тимар, 23. јули 1785.“
На корицама је касније записао гомионички калуђер:
„Написа поп Гавро Стојнић, село Тимар“.
У Јелићкој, односно Тимару, двије су породица давале свештенике и калуђере овој цркви и околини: Поповићи и Јелићи по којима је село и добило име. Кроз цијели 19. вијек, бројни су записи који спомињу свештенике у Јелићкој (поп Никола Јелић 1838. године, гомионички монаси Мелетије и Неофит 1816. године, поп Микајло Поповић 1764. и 1821. године и многи други записи из 18. и 19. вијека), што указује на чињеницу да је у том периоду црквени живот овог краја био врло интензиван. 

На основу података из црквених књига у Јелићкој и у манастиру Гомионици, може се претпоставити да је овај крај имао црквицу старију од садашње, која је вјероватно била изграђена од дрвета, јер нема помена ни записа ни о каквој зиданој цркви. Она се по предању налазила на лијевој обали Гомионице на мјесту званом Кућиштина. Црква је личила на обичну кућу, нешто сличну цркви у Малом Блашком. Приповиједа се како је пресељена у Липик, у густу шуму, за једну ноћ, дио по дио је ишао с руке на руку, па је разглашено да је црква сама промијенила своје мјесто. Међутим, црква је брзо оронула и пала.

### Нова црква

#### Изградња
Предање наставља даље: у то доба је кнез Тимара био неки Радиша. Код Радише је био неки дјечак као слуга, по некима „залутало Туре“, па су га Турци једном приликом одвели у Цариград, гдје је изучио школе и постао паша. Паша позове кнеза Радишу у Цариград и том приликом добије одобрење да изгради цркву. Како народ прича, црква је прављена три године. Градитељ је, по предању, био неки Јово Чанак из Приједора. По кнезу Радиши, црква је прозвана „Радиша“ или „Радишина црква“.
О времену градње цркве свједочи урезана година изнад улазних врата са запада: 1841.

#### Обнављања
Због дотрајалости дрвеног крова старе цркве брвнаре, 1978. године урађен је нови покров. Детаљна санација ентеријера извршена је 2010. године кад је, између осталог, урађен нови иконостас, иконе рестауриране, те обновљена мања галерија за хор. 

Поред старе сркве брвнаре, у периоду од 1965. до 1991. године, изграђена је нова црква посвећена истом светитељу. Парохију Јелићка чине Јелићка, Градина, Славићка, Нишевићи и Радосавска. Црква брвнара у Јелићкој је у мају 2005. године проглашена националним спомеником.

## Опис цркве
Црква је једнобродна, са олтарским простором на источној страни и звоником пред западном фасадом. Олтарски простор чини пространа, споља и унутра пространа апсида, одвојен од наоса високом олтарском преградом. У западном дијелу наоса смјештен је хор на који се улази стрмим степеницама. Освјетљење цркве постигнуто је са шест прозора, од којих су три у олтарском дијелу, а три у јужном зиду наоса. Мали, првобитни прозорски отвори затворени су по отварању нових и могу се уочити на зидовима храма.
Дужина цркве је 10,90 метара, апсида је дубока 1,90 метара, тако да је правоугаони дио цркве дугачак 9 метара, док је ширина 5,40 метара, а висина зидова износи 7 метара. Зидови су рађени од храстових брвана - талпи која су лијепо тесана и правоугаоног су пресјека. При избору храста за израду брвана - талпи водило се рачуна да храст буде у источном односно у сунчаном дијелу гаја у народу познато „Присоју“. Ако бисмо детаљније обратили пажњу на архитектуру и данашњи изглед цркве брвнаре у Јелићкој, лако бисмо дошли до закључка да је црква у архитектонском смислу кроз разне периоде преживљавала и извјесне промјене, али је остала вјерна свом првобитном изгледу. Брвна су увезана кованим гвозденим клафнама, док косе стране апсиде са двоструким косим засијецањем дају љепоту овој цркви.Сама унутрашњост је уређена у стилу полуобличастог свода, а истиче се и полукалота над олтаром.
Спољашност цркве истичу двокрилна масовна врата са лучким надвратником. На њима су видљива и резбарија ручног рада, у облику натписа, која су постављена на западној страни. Такође, на вратима је написано и име градитеља, према коме је то био извјесни Јово Чанк. Ово презиме је познато у овим крајевима по њиховом занимању, међу којима су многи били градитељи. У околини се помиње и извјесни Мирко Чанк, који је са својом дружином био задужен за градњу Цркве брвнаре у Ракелићима. Црква посједује још једна мања врата на сјеверној страни, која нису посебно украшена.

## Галерија
- Црква брвнара у Јелићкој, 2021
- Црква брвнара у Јелићкој, 2021